# La Valbonne
Ne doit pas être confondu avec Valbonne.
La Valbonne est un hameau de France partagé entre les communes de Balan et de Béligneux, dans le département de l'Ain.

## Géographie
Un camp militaire, le camp de La Valbonne est situé à la Valbonne. Il s'étend sur plusieurs communes dont Balan et Béligneux. À la Valbonne, côté Balan, se trouve la chapelle militaire du camp. Le site militaire est classé zone naturelle d'intérêt écologique, faunistique et floristique de type I sous le numéro régional n°01170001, il est aussi repris dans le réseau Natura 2000 comme zone de protection spéciale et site d'importance communautaire.
Le village est desservi par la gare de La Valbonne située sur le territoire de Béligneux.